# Umbilia capricornica
Umbilia capricornica is een slakkensoort uit de familie van de Cypraeidae. De wetenschappelijke naam van de soort is voor het eerst geldig gepubliceerd in 1989 door Lorenz.